# Paavo Nurmi
Paavo Johannes Nurmi (13. června 1897, Turku – 2. října 1973, Helsinki) byl finský běžec a devítinásobný olympijský vítěz. Na Letních olympijských hrách 1920, 1924 a 1928 získal ze 12 disciplín celkem devět zlatých a tři stříbrné medaile.
Patří mezi hlavní představitele pomyslné finské skupiny sportovců přezdívaných Létající Finové, mezi které jsou řazeni například i Ville Ritola a Hannes Kolehmainen. Ve dvacátých letech 20. století byl nejlepším světovým běžcem na středních a dlouhých tratích, držel světové rekordy na tratích od 1500 metrů až po 20 km. Ve svém vrcholném období držel řadu 121 po sobě jdoucích vítězství v závodech na tratích v rozmezí od 800 metrů do 10 000 metrů, přičemž v běhu na 10 000 metrů zůstal po celou svoji kariéru, tj. po celých 14 let, neporažen.
Po ukončení své aktivní sportovní kariéry se zaměřil na trénink finské běžecké reprezentace a v období zimní války během druhé světové války vycestoval se svým běžeckým svěřencem Taistem Mäkim do USA, aby tam pro Finsko získali prostředky na boj se Sovětským svazem. Dále se zaměřil na podnikání v oboru prodeje textilu, výstavby bytových komplexů a obchodu s akciemi, což z něj učinilo jednoho z nejbohatších lidí v celém Finsku. Při zahájení LOH 1952 v Helsinkách společně s Hannesem Kolehmainenem zažehl olympijský oheň. Jeho běžecké úspěchy, nové metody tréninku a běžecký styl se staly inspirací pro další generace běžců. Díky své úspěšné kariéře se těšil oblibě téměř po celé zemi a z běhu učinil mezinárodně populární sport. Je mu připisováno prvenství v používání stopek pro odměřování časových úseků nejenom při trénincích, ale i při závodech, v nichž mu pomáhaly kontrolovat tempo. Stal se tak jedním z prvních běžců, kteří svůj výkon analyzovali. Na základě toho vytvářel metody, jak zefektivnit průběh závodu tak, aby dosáhl co nejlepších výsledků.
Nemohl se zúčastnit Olympijských her 1932, protože jej IAAF penalizovala za údajné obdržení peněžní výhry na závodě v Německu v roce 1931.

## Mládí

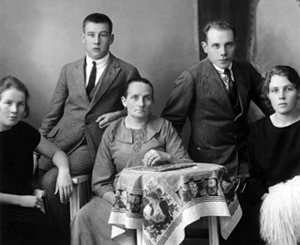
Nurmiho rodina ve svém bytě na Jarrumiehenkatu 4 v Turku. Zleva: Saara, Martti, Matidla, Paavo a Siiri Nurmiovi, 1924.

Paavo Nurmi se narodil 13. června 1897 na pobřeží jihozápadního Finska v Turku do rodiny tesaře Johana Fredrika Nurmiho a jeho manželky Matildy Wilhelmiiny Lainové. Nurmiho sourozenci Siiri, Saara, Martti a Lahja se narodili v letech 1898, 1902, 1905 a 1908. V roce 1903 se celá rodina přestěhovala ze severní čtvrti Raunistula v Turku do centrální části města do malého bytu s plochou pouze 40 metrů čtverečních. Zde Nurmi žil až do roku 1932. Nurmiho a jeho přátele ke sportu inspiroval anglický vytrvalostní běžec Alfred Shrubb, který byl v té době vzorem vrcholného sportovce. Nurmi společně s přáteli každý den běhal nebo chodil plavat k šest kilometrů vzdálenému Ostrovnímu moři. Někdy tyto výlety absolvovali dokonce i dvakrát denně. Když bylo Nurmimu jedenáct let, zaběhl 1500 metrů v čase 5:02. Nurmiho otec zemřel v roce 1910 a jeho sestra o rok později, kvůli čemuž se rodina dostala do finanční tísně a musela proto pronajímat svoji kuchyni jiné rodině a přitom žít pouze v jediné místnosti. Nurmi, ačkoli byl velmi talentovaným studentem, byl ze stejných důvodů nucen zanechat školy a přijmout práci poslíčka v pekařství a pomoci tak své rodině z finanční krize. Ačkoli v tomto období neběhal, i nadále zvyšoval svoji fyzickou zdatnost, neboť práce poslíčka obnášela rozvážení zboží v těžkých vozících po klikatých a kopcovitých ulicích v Turku. Jak v budoucnu zmínil, tato dřina vedla k posílení zad a rukou, což výrazně přispělo k jeho následující kariéře vrcholového běžce.
Nurmiho vášeň k běhu se znovu probudila v 15 letech, kde jej k běhu přivedly výkony domácího běžce Hannese Kolehmainena, o kterém se říkalo, že na Letních olympijských hrách 1912 „dostal Finsko na mapu světa“ (orig. „have run Finland onto the map of the world“). Několik dní po Kolehmainenových úspěších si Nurmi pořídil své první běžecké boty. Mezi jeho standardní běžecké tréninky přes léto patřil volný běh, kdežto v zimě se věnoval běhu na lyžích. V roce 1914 se přihlásil do sportovního klubu Turun Urheiluliitto a zvítězil ve svém prvním závodě na 3000 metrů. O dva roky později upravil svůj tréninkový plán a rozšířil jej o chůzi, sprint a kalisteniku.
I v průběhu tohoto období stále musel finančně zajišťovat svoji rodinu, pro kterou vydělával peníze v nové práci v dílně Ab. H. Ahlberg & Co. Zde pracoval až do nastoupení vojenské služby v dubnu 1919 ke kulometné rotě k Porinské brigádě. Během finské občanské války zastával nezaujatý postoj k politickému a občanskému dění a zaměřoval se na svoji přípravu na olympijské hry. Po válce se rozhodl, že se nepřipojí k nově vzniklé Finské dělnické sportovní federaci. Napsal dopis jejímu hlavnímu předsedovi, v němž kritizoval diskriminaci svých kolegů z řad dělníků a atletů.
Během vojenské služby rychle udělal dojem při sportovních soutěžích; když ostatní vojáci pochodovali, Nurmi namísto pochodu běhal s puškou na ramenou a batohem plným písku. Kvůli své tvrdohlavosti měl problémy s nadřízenými poddůstojníky, avšak měl přitom štěstí, neboť se těšil oblibě vyššího nadřízeného, a to i přesto, že odmítal složit vojenskou přísahu. Díky tomu, že vojenský velitel Hugo Österman byl velkým sportovním nadšencem, byly Nurmimu a několika dalším atletům vyhrazeny volné dny navíc určené pro trénink. Nurmi při tréninku často improvizoval a využíval prostředí armády; držel se jedoucího vlaku, čímž se pokoušel běhat rychleji a zvýšit kadenci kroků. Dále při běhu nosil těžké kované kanady, čímž posiloval nohy. Postupně překonával svá osobní maxima a začalo se uvažovat o tom, že by mohl být vybrán do finského olympijského týmu. V březnu roku 1920 byl povýšen do hodnosti alikersantti (tj. „desátníka“). Dne 29. května téhož roku se mu v běhu na 3000 metrů poprvé podařilo překonat národní rekord. V červenci téhož roku zvítězil v kvalifikaci na Letní olympijské hry 1920 v běhu na 1500 metrů a v běhu na 5000 metrů.

## Olympijská kariéra

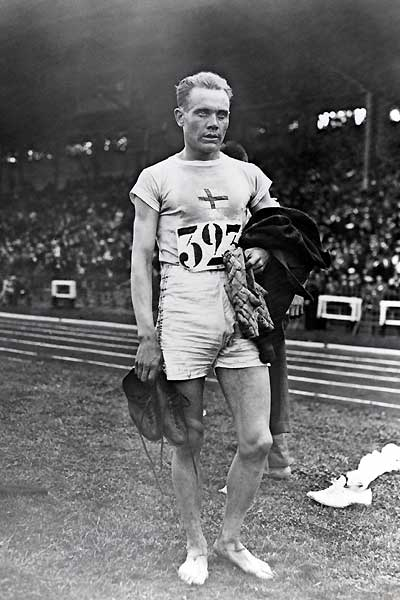
Nurmi na Letních olympijských hrách 1924 v Paříži

### Olympijské hry 1920
V roce 1920 se v Antverpách v Belgii zúčastnil své první olympiády. V běhu na 5000 metrů, tj. ve své první disciplíně, doběhl druhý za Francouzem Josephem Guillemotem, čímž získal svoji první stříbrnou olympijskou medaili a zároveň i první medaili z olympiády vůbec. To bylo poprvé a naposledy, kdy byl Nurmi na olympiádě poražen někým, kdo nebyl Fin. I v dalších atletických disciplínách byl úspěšný; zvítězil v běhu na 10 000 metrů, kde nečekanou rychlostí v poslední zatáčce předběhl Guillemota a zároveň si vylepšil svůj osobní rekord o více než minutu. Nutno však dodat, že Guillemot byl v nevýhodě, neboť belgický král Albert I. Belgický přesunul začátek závodu o tři hodiny dříve, tj. na poledne. Guillemot se tuto novinku dozvěděl až poté, co dojedl veliký oběd, a ke své smůle musel běžet v botách o dvě čísla větší, protože jeho vlastní boty mu někdo ukradl. Nurmi následně zvítězil v přespolním běhu, v němž porazil Švéda Erica Backmana, a v přespolním běhu družstev, kde společně s Heikkim Liimatainenem a Teodorem Koskenniemem porazili britský a švédský tým. Tato vítězství pomohla i jeho rodině v Turku, která si pak mohla dovolit elektrické osvětlení a tekoucí vodu v domácnosti. Nurmi také obdržel stipendium, což mu umožnilo studovat na průmyslové škole Teollisuuskoulu v Helsinkách.

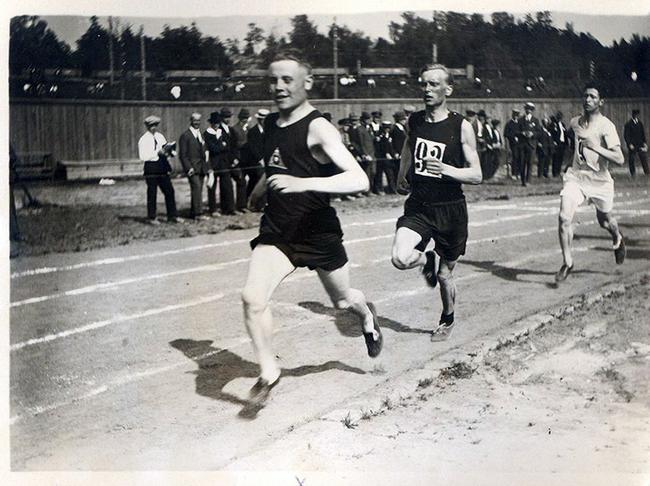
Kvalifikační závod na 1500 metrů na Letní olympijské hry 1920; Nurmi v čele, těsně za ním Oskari Rissanen a jako třetí Elis Katz; 1920, Helsinky

Prohra s Guillemotem přivedla Nurmiho na myšlenku začít pečlivě zkoumat a analyzovat vlastní taktiku a průběh závodu obecně, a to zejména proto, že krátce po začátku závodu vždy zaběhl prvních několik kol až příliš rychle a plýtval tedy energií, kterou by mohl efektivně využít v pozdějším průběhu závodu. Proto začal používat stopky, kterými si měřil čas jednotlivých kol, a tuto rychlost se pak pokoušel udržovat. Zkoumal svoji techniku běhu a promýšlel závodní taktiku, takže po určité době se mu soupeři v tomto ohledu nemohli téměř rovnat. Roku 1921 ve Stockholmu vytvořil svůj první světový rekord, když na trati 10 000 metrů zaběhl čas 30:40,2. V průběhu roku 1922 postupně pokořil světové rekordy v běhu na 2 000 metrů, 3 000 metrů a 5 000 metrů. O rok později zaběhl nové světové rekordy i v běhu na 1 500 metrů a na jednu míli. V současnosti ani v minulosti nebylo jiného běžce, který by v jeden okamžik držel rekordy v běhu na jednu míli, 5 000 metrů a 10 000 metrů. Když Nurmi otestoval svoji rychlost na mistrovství Finska, kde závodil v běhu na 800 metrů, podařilo se mu nejen zvítězit, ale k překvapení všech i vylepšit dosavadní národní rekord na tuto vzdálenost. Nurmi exceloval také v matematice a po dokončení studií získal titul inženýra. Vrátil se domů, kde se začal připravovat na nadcházející Letní olympijské hry 1924 v Paříži.

### Olympijské hry 1924
Zpočátku byla účast Paava Nurmiho na Letních olympijských hrách 1924 poněkud nejistá, neboť se na jaře téhož roku potýkal se zraněním kolene, podařilo se mu ale zotavit. Nadále pokračoval v tréninku, i dvakrát denně. Ještě před začátkem olympijských her překonal 19. června světové rekordy v běhu na 1500 metrů a 5000 metrů na Eläintarhenském stadionu. Časový odstup mezi těmito závody činil pouze hodinu.
Ve finále běhu na 1500 metrů na olympiádě 1924 v Paříži Nurmi zaběhl prvních 800 metrů závodu o téměř 3 vteřiny rychleji, než kolik tomu bylo na mezičase v soudobém olympijském rekordu a byla tak velmi velká šance, že tento rekord bude pokořen. Jediný atlet, který ještě měl šanci Nurmiho předběhnout, byl Američan Ray Watson, který však před posledním kolem ze závodu odstoupil. Nurmi tedy měl vítězství jisté a mohl snížit své velmi rychlé tempo. V tomto závodě zvítězil a zároveň vylepšil předešlý olympijský rekord o 3 vteřiny. Další doběhli doběhli Willy Schärer, H. B. Stallard a Douglas Lowe. Finále v běhu na 5000 metrů se konalo tentýž den za méně než dvě hodiny. Nejsilnějším soupeřem v tomto závodě byl Nurmiho krajan Ville Ritola, který již na této olympiádě vyhrál ve steeplechase a běhu na 10 000 metrů. Ritola se společně s Edvinem Widem dohodli, že Nurmiho vyčerpají neúměrně rychlým tempem, které by odpovídalo tempu potřebného k překonání světového rekordu, a tím tak nad ním zvítězí. Poté, co si Nurmi uvědomil, že jeho soupeřem v závodě není čas, ale Ritola s Widem, zahodil své stopky do trávy podél závodní tratě a závod tak získal méně propočítaný ale zato více osobní ráz. Za Finy začal po nějaké době zaostávat Švéd Edvin Wide, který již nezvládal stávající tempo. Souboj se tak přenesl mezi Paava Nurmiho a Villa Ritolu. V cílové rovince se Ritola pokusil předběhnout svého soupeře po vnější dráze, avšak Nurmi byl stále schopen zareagovat a ještě zvýšil své tempo, čímž nakonec zvítězil nad Ritolou o jeden metr.

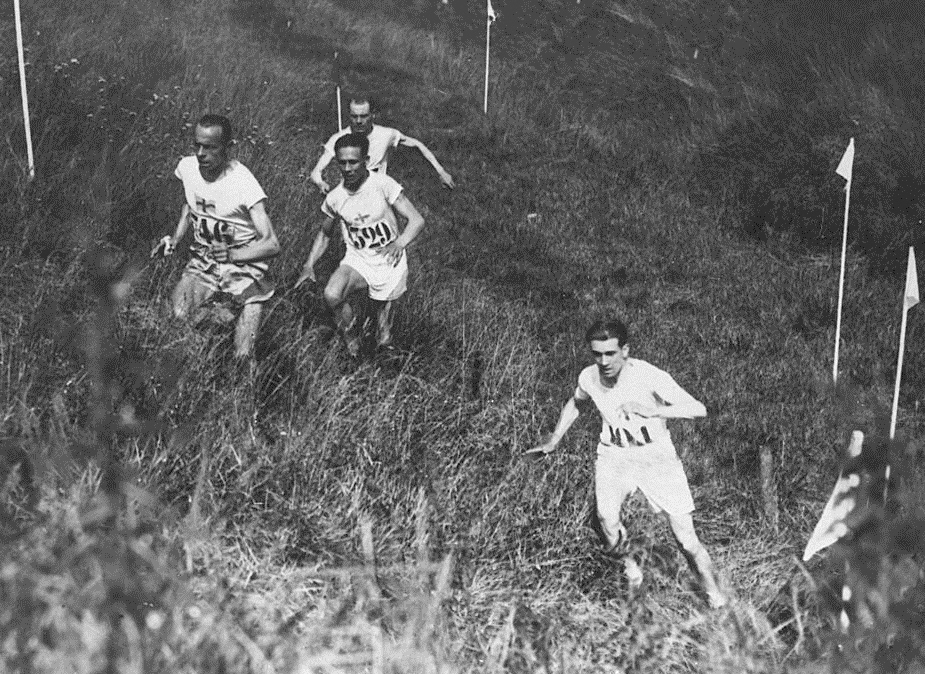
Edvin Wide (vpředu vlevo) reprezentující Švédsko je následován Villem Ritolou a Paavem Nurmim oba reprezentující Finsko během závodu v individuálním přespolním běhu na Letních olympijských hrách 1924 v Paříži. Nurmi v tomto závodě zvítězil, Ritola doběhl druhý a Earl Johnson doběhl na třetím místě.

Olympiáda dále pokračovala přespolním během, který doprovázelo výjimečně silné horko dosahujících až neuvěřitelných 45 °C, což mělo za následek, že pouze 15 z původních 38 běžců tento závod dokončilo. Ostatní závodníci tento závod nedokončili, osm běžců muselo být odneseno na nosítkách. Jeden z francouzských závodníků byl horkem tak poznamenán, že v náběhu do posledního kola začal na stadionu zmateně pobíhat do kolečka, ale následně se ze své malátnosti jakoby probudil a uvědomil si, že musí závod dokončit. Jak byl ale dezorientován, tak namísto toho, aby opět vyrazil na trať, rozeběhl se směrem k tribuně, do níž následně narazil a upadl do bezvědomí. Edvin Wide, který se zpočátku závodu držel na nejpřednější pozici, závod nakonec také nedokončil a později bylo mylně prohlašováno, že zemřel v nemocnici. V průběhu závodu byly na Nurmim patrné jen malé známky vyčerpání a to i poté, co doběhl do cíle o minutu a půl před svým krajanem Ville Ritolou, který do cíle doběhl jako druhý. Když se už zdálo, že Finsko v tomto závodě nakonec nevybojuje zlatou medaili ze soutěže národních týmů, tak se ke stadionu najednou začal přibližovat dezorientovaný finský běžec Heikki Liimatainen, který byl stěží s to vůbec chodit. Jeden z běžců před ním najednou 50 metrů před cílem omdlel a Liimatainen si tedy myslel, že už dorazil do cíle, a tak se pokusil odejít ze závodní tratě. Na chvíli ignoroval všechen křik a nabádání diváků, ať závod dokončí. Po chvíli si vše správně uvědomil a vydal se směrem do cíle. Závod dokončil na 12. místě a zajistil tak finskému týmu z této soutěže zlatou medaili. Ti, kteří byli svědky toho, co se při tomto závodě stalo, byli naprosto šokování, a proto olympijský výbor zakázal konání přespolních běhů ve všech nadcházejících olympijských hrách.
Dalšího dne se konal závod v běhu v 3000 metrů družstev, kde opět zvítězil finský národní tým ve složení; Paavo Nurmi, Ville Ritola a Elias Katz. Nurmi v tomto závodě zvítězil, Ritola jej následoval jako druhý a Katz doběhl na pátém místě. Nurmi na této olympiádě celkem získal pět zlatých medailí z pěti běžeckých disciplín. Nurmiho však mrzelo, že nebyl nominován závod na 10 000 metrů, kde by mohl uhájit titul olympijského vítěze z předešlé olympiády, protože tato distance vždy byla Nurmiho nejoblíbenější. Namísto toho byli do tohoto závodu vybráni jiní taktéž skvělí finští běžci (Ville Ritola, Eero Berg a Väinö Sipilä). V závodě Nurmiho předcházející světový rekord překonal Ritola. Po konci olympijských her se Nurmi vrátil zpět do Finska a ani ne po dvou týdnech tento rekord opět překonal. Předešlý rekord snížil o 17 vteřin. Tento rekord platil po následujících 13 let, dokud jej nepřekonal jeho krajan Ilmari Salminen. Paavo Nurmi v tomto okamžiku současně držel světové rekordy v běhu na 1500 metrů, na 1 míli, 3000 metrů, 5000 metrů a 10 000 metrů.

### Turné po Spojených státech amerických a Olympijské hry 1928

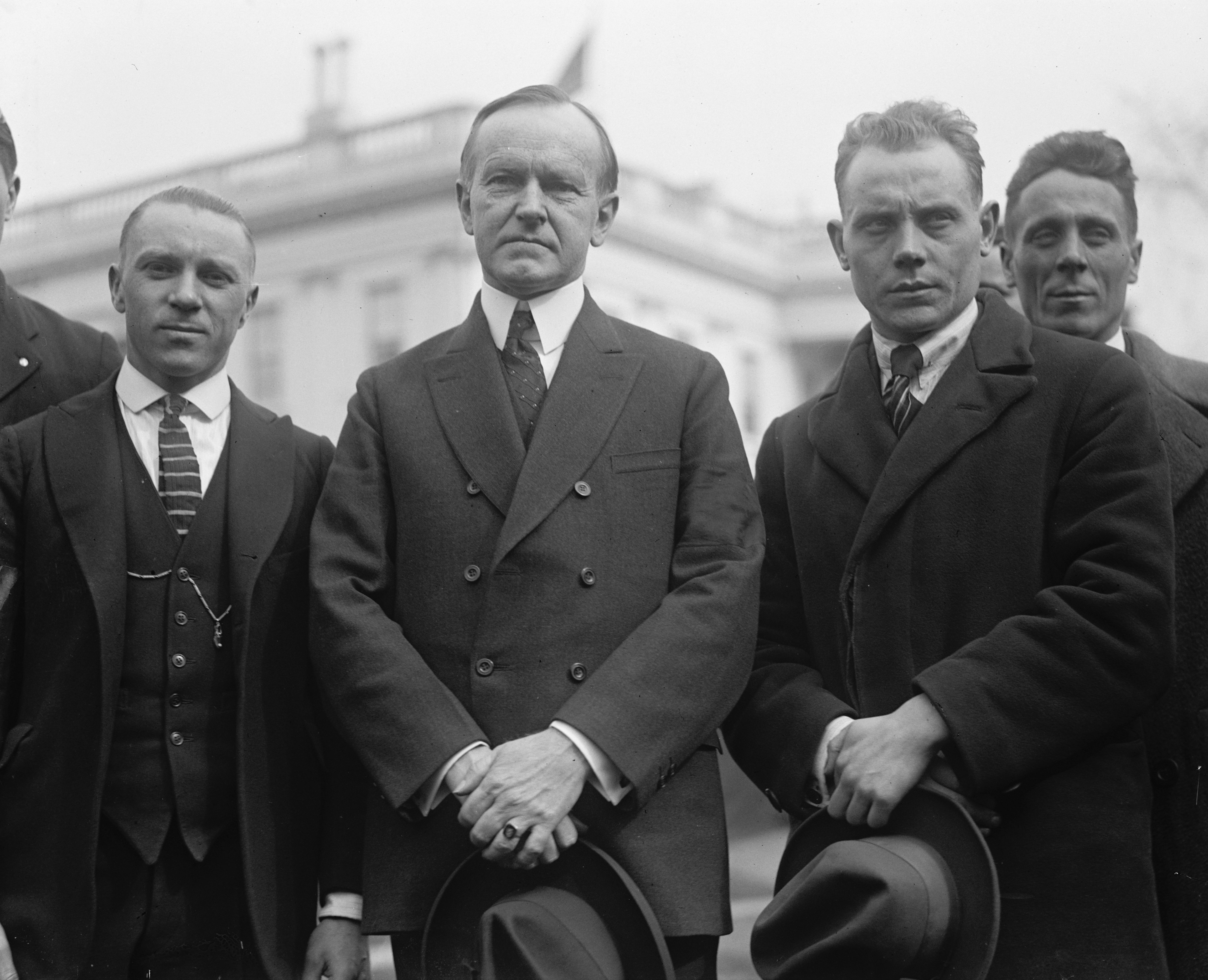
Nurmi (druhý zprava), Joie Ray (vlevo) a prezident Spojených států amerických Calvin Coolidge (uprostřed) během Nurmiho turné po Spojených státech amerických, Washington, D.C., 1925

Začátkem roku 1925 přijal Nurmi nabídku, že se vydá na turné po Spojených státech, aby zvýšil zájem široké veřejnosti o evropských (finských) běžcích a běhu obecně. Během 5měsíčního turné se zúčastnil celkem 55 závodů, z nichž se 45 konalo v hale. První závod se pořádal 6. ledna roku 1925 v Madison Square Garden. Toto závodní vystoupení uspořádané primárně pro diváky a nikoli pro běžce dopadlo podobně, jako jeho většina závodů po Evropě nebo na olympiádě. Nurmi porazil americké běžce Joieho Raye a Lloyda Hahna v běhu na 1 míli a v běhu na 5000 metrů zvítězil nad svým krajanem Villem Ritolou. Znovu zde potvrdil svoji dominanci na běžecké scéně, neboť v každém z obou závodů vytvořil nový světový rekord. V průběhu turné často pokořoval stávající světové rekordy a vytvářel nové světové rekordy i pro méně známé běžecké disciplíny. Dohromady zvítězil v 51 závodech, z jednoho závodu odstoupil a dva závody nevyhrál, přičemž se jednalo o závody mimo jeho specializaci. Jedním z těchto závodů byl závěrečný závod v běhu na půl míle na Yankee stadionu, v němž doběhl druhý za americkým běžcem Alanem Helffrichem. Tímto tedy skončila Nurmiho 4letá řada 121 vyhraných závodů o délce 800 metrů a výše. Ačkoli Nurmi nesnášel prohru jako málokdo na světě, byl to právě on sám, kdo jako první pogratuloval Helffrichovi k vítězství. Toto turné přineslo Nurmimu velkou oblibu po celých Spojených státech. Nurmi následně souhlasil, že se v Bílém domě setká s tehdejším prezidentem Spojených států Calvinem Coolidgem. Poté Nurmi opustil Spojené státy a vrátil se do Finska.

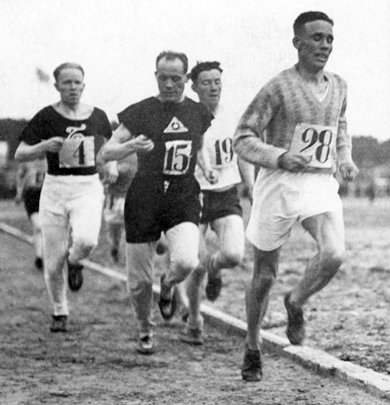
Paavo Nurmi si při náběhu do nového kola kontroluje čas na stopkách, Letní olympijské hry 1928, Amsterdam

Návrat do Finska pro Nurmiho znamenal mnohé; předně začal ztrácet motivaci k běhu, za což mohla zejména zranění z běhu, jako byl například začínající revmatismus nebo zánět Achillovy šlachy. Opustil svou stávající práci strojního projektanta a začal se intenzivně zabývat podnikáním a obchodem. Postupem času se stal úspěšným obchodníkem s akciemi. Mezi jeho obchodní poradce patřil dokonce i Risto Ryto, ředitel Bank of Finland a budoucí prezident Finska. V roce 1926 v Berlíně Nurmi pokořil další světový rekord, tentokrát se jednalo běh na 3000 metrů, na které držel rekord Edvin Wide. Svůj rekord ještě poté vylepšil ve Stockholmu, kde Nurmiho ale opakovaně a úmyslně zpomaloval Švéd Nils Eklöf, který tak chtěl pomoci svému poraženému krajanovi Wideovi. Po závodě se Nurmi rozhněval na Švédy a zařekl se, že s Eklöfem už nikdy nebude závodit. V říjnu roku 1926 byl Nurmi poražen v běhu na 1500 metrů, kde jej předběhl Němec Otto Peltzer, který nejenom že v tomto závodě zvítězil, ale zároveň vytvořil nový světový rekord na této distanci. Nurmi tak byl po pěti letech poražen na trati delší než 1000 metrů (byl poražen například v bězích na 800 metrů a půl míle při svém turné po USA), přičemž na těchto tratích držel řadu 133 závodů, v nichž zvítězil.
Roku 1927 mu byla zakázána účast na mezistátních soutěžích, protože odmítl zúčastnit se Finsko-Švédského mezinárodního utkání, na kterém měl závodit právě s Eklöfem. Tím pádem byl zrušen i odvetný závod na 1500 metrů ve Vídni, kde se měl utkat s Ottou Peltzerem. Nurmi tedy ukončil svoji závodní sezónu a až do konce prosince hrozil, že se příští rok nezúčastní Letních olympijských her v Amsterdamu. Během nominačních závodů v běhu na 3000 metrů na následující olympiádu doběhl na třetí pozici. Předběhli jej později zlatý a bronzový Harri Larva a Eino Purje. Tento závod Nurmiho dovedl k rozhodnutí, že se nyní začne zaměřovat na delší tratě. Ke svým olympijským disciplínám tedy zařadil i steeplechase, leč tuto distanci absolvoval pouze dvakrát ve životě, přičemž jednou se jednalo o 2 mílový steeplechase na Britském mistrovství roku 1922, kde se mu však podařilo tento závod vyhrát.
Na Olympiádě 1928 v Amsterdamu závodil ve třech disciplínách; v běhu na 10 000 metrů, 5000 metrů a ve steeplechase. V běhu na 10 000 metrů se mu podařilo zvítězit a těsně za sebou zanechal Villa Ritolu, kterého na cílové rovince z druhé pozice předběhl. Ještě před začátkem finále v běhu na 5000 metrů se Nurmi zranil, když během kvalifikačního kola ve steeplechase spadl do vodním příkopu na záda a pohmoždil si bok a nohu. V tu chvíli se Francouz Lucien Duquesne zastavil, aby Nurmimu pomohl zpět na nohy, za což mu byl Nurmi následně velmi vděčný. Fin pak Lucienovi pomohl udržovat tempo a nabídl se, že jej nechá vyhrát kvalifikační kolo, což však Francouz ze slušnosti odmítl. V běhu na 5000 metrů chtěl Nurmi zopakovat svůj triumf nad Ritolou, avšak namísto toho se mu jeho krajan začal vzdalovat. Zdálo se, že během tohoto závodu je Nurmi více na pokraji svých sil než obvykle a stěží byl s to udržet za sebou Švéda Wida. Nakonec si však nad Widem udržel dostatečný odstup a získal stříbrnou medaili. Předešlé závody Nurmiho vyčerpaly a na finále ve steeplechase konajícího se následujícího dne neměl dostatek času na odpočinek a léčbu svých zranění, avšak finále se nakonec zúčastnil. Během závodu s velikými nesnázemi překonával překážky, díky čemuž si jeho krajan Toivo Loukola, jenž se zaměřuje zejména na steeplechase, získal nad Nurmim značný náskok, který pak po celý závod udržel. V posledním kole se Nurmimu podařilo navýšit své tempo a bezpečně za sebou zanechal většinu závodníků. Do cíle doběhl druhý pouhých devět vteřin za nově stanoveným světovým rekordem, který právě vytvořil vítěz Toivo Loukola. Zajímavostí však zůstává, že Nurmiho čas by stačil na pokoření předešlého světového rekordu. Ačkoli Ville Ritola závod nedokončil, tak i přesto byla poslední pozici na stupínku vítězů doplněna finským běžcem Ovem Andersenem, díky čemuž si finská výprava z této disciplíny odnesla všechny tři vítězné medaile.

### Přechod k delším tratím

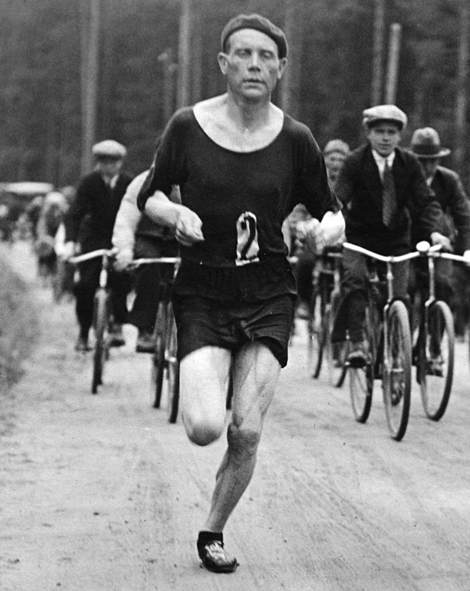
Paavo Nurmi běží svůj první a poslední „krátký“ maraton dlouhý 40,2 km (25 mil) během kvalifikačního závodu ve Vyborgu na letních olympijských hrách 1932 v Los Angeles

Nurmi jednou ve švédských novinách uvedl: „Tohle je moje skutečně poslední sezóna na dráze. Už na to začínám být starý. Závodím dohromady 15 let a mám už toho postupně dost.“ Nurmi se proto zaměřil na dlouhé tratě, na nichž taktéž často vítězil. V říjnu 1928 vytvořil dva nové světové rekordy v běhu na 15 kilometrů (na 10 mil). Téhož roku pokořil světový rekord v hodinovém běhu, který se uskutečnil v Berlíně. Poslední zmiňovaný rekord nebyl překonán po celých 17 let. Teprve až v roce 1945 jej vylepšil finský běžec Viljo Heino, který doběhl o 129 metrů dále než Nurmi. V lednu následujícího roku se Nurmi vydal na své druhé turné po Spojených státech. První závod se konal v New Yorku, kde byl poprvé ve svém životě poražen v běhu na jednu míli. Jednalo se o každoročně se konající závod Wanamaker Mile v Brooklynu, ve kterém jej porazil Ray Conger. Nurmi v tomto závodě zaostával sedm vteřin za svým bývalým světovým rekordem z roku 1925, což vedlo k diskuzím, jestli pro něho tato distance nezačíná být příliš krátká.
Roku 1930 vytvořil nový světový rekord v běhu na 20 kilometrů. Roku 1931 ukázal, že ještě stále dokáže dominovat i na kratších distancích, když v běhu na dvě míle porazil své krajany Lauriho Lehtinena, Lauriho Virtanena a Volmariho Iso-Holla a současně vytvořil nový světový rekord na této trati. Taktéž se stal prvním běžcem na světě, který v této disciplíně zaběhl čas pod devět minut. Ohledně své účasti na Olympiádě 1932 v Los Angeles se Nurmi vyjádřil, že se zúčastní pouze běhu na 10 000 metrů a maratonu, přičemž dále uvedl, že „se nezúčastní běhu na 5000 metrů, neboť Finsko zde již má přinejmenším tři další skvělé běžce.“
V dubnu roku 1932 jej International Amateur Athletics Federation (IAAF, „Mezinárodní amatérská atletická federace“, dnešní Světová atletika) vyloučila z mezinárodních atletických soutěží do té doby, dokud Finská atletická federace nepřezkoumá, jestli Nurmi skutečně zastává status amatérského běžce. Finští představitelé kritizovali IAAF, protože IAAF vydalo prohlášení bez předešlé konzultace, avšak i přesto Finsko souhlasilo se spuštěním řízení. Je zvykem, že IAAF nezpochybňuje konečné rozhodnutí svého členského státu. Americká tisková agentura Associated Press napsala, že „není skoro žádných pochyb, že pokud by byl Nurmi Finskou federací omilostněn, pak IAAF toto rozhodnutí bez námitek příjme.“ O týden později Finská atletická federace rozhodla ve prospěch Nurmiho, protože nebyly nalezeny žádné důkazy nasvědčující tomu, že Nurmi pobral peníze za svá vítězství nebo účasti na závodě. Během tohoto procesu Nurmi pevně doufal, že mu do nadcházející olympiády bude povolena účast na závodech, která mu byla do ukončení řízení odepřena.
Dne 26. června roku 1932 Nurmi startoval na svém prvním maratonu v životě. Jednalo se o kvalifikační závod na Letní olympijské hry 1932. Běžel se zde „starý“ neboli „krátký“ maraton, který celkem měřil 40,2 km (25 mil) (standardní délka maratonu činní 42,195 km). Tento závod Nurmi zaběhl za 2:22:03,8, přičemž během závodu nepil. Jeho výkon zde by ve standardním maratonu znamenal čas přibližně 2:29:00, mohl by tak usilovat o vytvoření nového světový rekordu. Nurmi tedy alespoň vytvořil neoficiální světový rekord v „krátkém“ maratonu. Druhý za Nurmim se ztrátou 6 minut doběhl Fin Armas Toivonen, který na této disciplíně na nadcházejících olympijských hrách skončil třetí.
V tomto období Nurmi ukončil svoji sportovní kariéru. Mezi hlavní důvody měly patřit potíže s Achillovou šlachou. Ta jej již dlouhý čas omezovala v tréninku. Dalším z důvodů mohla být skutečnost, že v běhu již Nurmi získal mnoho úspěchů. I přesto však Finský národní výbor přihlásil Nurmiho na nadcházející Letní olympijské hry v Los Angeles na běh na 10 000 metrů a na maraton. V téže době britské noviny The Guardian napsaly, že „V kvalifikačních závodech byly jeho výsledné časy téměř k neuvěření.“ Nurmi se nakonec nechal přemluvit, vyrazil do olympijské vesnice v Los Angeles a navzdory svému zranění znovu začal s přípravou na Olympiádu.

### Olympiáda 1932 a pozdní kariéra
Tři dny před finálem běhu 10 000 metrů se speciální komise IAAF rozhodla, že Nurmi bude vyloučen ze startovního pole, a zakázala mu účast na této olympiádě. Tato komise byla tvořena stejnými členy, jako kteří figurovali v jeho předešlém procesu v dubnu téhož roku ohledně jeho statusu profesionála. Prezident IAAF a předsedající výkonné rady Sigfrid Edström tak jednal samostatně, aniž mu to umožňovaly tehdejší předpisy IAAF ohledně zákazu účasti Nurmiho na olympiádě v Los Angeles, aniž by to konzultoval s Finskou sportovní federací nebo s Nurmim. Dále Edström oznámil, že kongres IAAF, jehož konání bylo naplánováno na příští den, neměl hodnotit případné Nurmiho opětovné navrácení na Olympijské hry, avšak pouze přezkoumat určité části případu. Americká tisková agentura Associated Press toto rozhodnutí nazvala jako „jednu z nejlépe provedených politických intrik v historii atletiky,“ a dále uvedla, že tyto Olympijské hry budou jako „Hamlet, ale bez proslulého Dána v hlavní roli.“ Tisíce lidí v Helsinkách začaly proti tomuto rozhodnutí veřejně protestovat. Detaily tohoto případu, i Nurmiho obvinění, nikdy nebyly tisku poskytnuty. Podle neoficiálních informací měl Nurmi na podzim roku 1931 v Berlíně od zdejších pořadatelů přijmout finanční odměnu ve výši 250–500 amerických dolarů. Tuto informaci poskytl německý rozhodčí Karl Ritter von Halt, načež mu následně Edström začal posílat výhružné dopisy, ve kterých stálo, že pokud by byl Nurmi shledán nevinným, pak bude „bohužel muset (ze strany IAAF) čelit přísnému jednání vůči Německé atletické asociaci.“ Samotný mezinárodní výbor se neřídil svými pravidly ohledně vyloučení neamatérských sportovců z olympijských her. V soupisu pravidel pro LOH 1912 stojí, že protest má být vznesen „do 30 dnů od konce závěrečného ceremoniálu olympijských her.“
V předvečer maratonu všichni maratonci (vyjma Finů, jejichž postoj k současné situaci byl jasný) podali petici, ve které požadovali, aby byla Nurmimu povolena účast na olympijském maratonu. Bo Ekelund, generální tajemník IAAF a hlava Švédské atletické federace pod nátlakem finských představitelů přistoupil ke kompromisu, že by se Nurmi nejspíše mohl zúčastnit maratonu, avšak mimo soutěž. Finsko stále trvalo na tom, že dokud není oficiálně rozhodnuto v Nurmiho neprospěch a dokud není veden jako profesionální sportovec, pak by mu měla být povolena účast na závodech. I přesto, že před dvěma týdny Nurmiho trápily potíže s Achillovou šlachou, tak prohlašoval, že by mohl celý závod vyhrát s náskokem pěti minut. Nicméně shromáždění vydalo svůj verdikt, aniž by v té době byl Nurmi veden jako profesionální sportovec, a to 12 ku 13 hlasům k zákazu účasti Nurmiho na olympiádě, přičemž právě Spojené státy svým posledním, lichým hlasem rozhodli o Nurmiho neúčasti na Olympiádě. Avšak z důvodu nejednotnosti hlasů byl celý případ odložen na později a to konkrétně na sjezd IAAF ve Stockholmu, který se měl uskutečnit až roku 1934. Finové obvinili švédské představitele, že se pomocí intrik pokusily narušit Nurmiho status amatérského sportovce, načež ukončili své vztahy se švédskou atletikou. Již rok před tímto případem se napětí mezi Finskem a Švédskem na poli atletiky a médií začalo vyostřovat natolik, že Finsko nakonec vystoupilo z Finsko-Švédského mezistátního utkání. Poté, co byla Nurmimu zakázána účast na OH, Finsko oznámilo, že se tohoto mítinku zúčastní nejdříve za sedm let, tj. až roku 1939.
Nurmi odmítl stát se skutečným profesionálním sportovcem a namísto toho i nadále ve Finsku závodil jako amatérský běžec. V roce 1933 se zúčastnil běhu na 1500 m, ve kterém zvítězil a získat finský mistrovský titul, a to navíc ve svém nejlepším čase od roku 1926. Finsko na jednání IAAF roku 1934 předložilo dva návrhy, které však byly zamítnuty. Zasedání však předneslo své vlastní řešení, které by umožňovalo odvolat všechny atlety, kteří by mohli konat v rozporu s nařízením o amatérství sportovců, jež nařizuje IAAF. Nakonec bylo v hlasování 12 ku 5 hlasy definitivně rozhodnuto, že Nurmimu bude zakázáno účastnit se jakýkoliv mezinárodních závodů. Je třeba zdůraznit, že mnoho států se zdrželo hlasování. Necelé tři týdny poté Nurmi oznámil konec své běžecké kariéry, načež ji zakončil vítězstvím v běhu na 10 000 metrů, který se konal 16. září 1934 v tehdejším finském městě Viipuri, dnešním Vyborgu. Nurmi zůstával v této distanci po 14 let během svého vrcholného období zcela neporažen. Například v přespolním běhu zůstal neporažen 19 let.

## Život po ukončení závodní kariéry

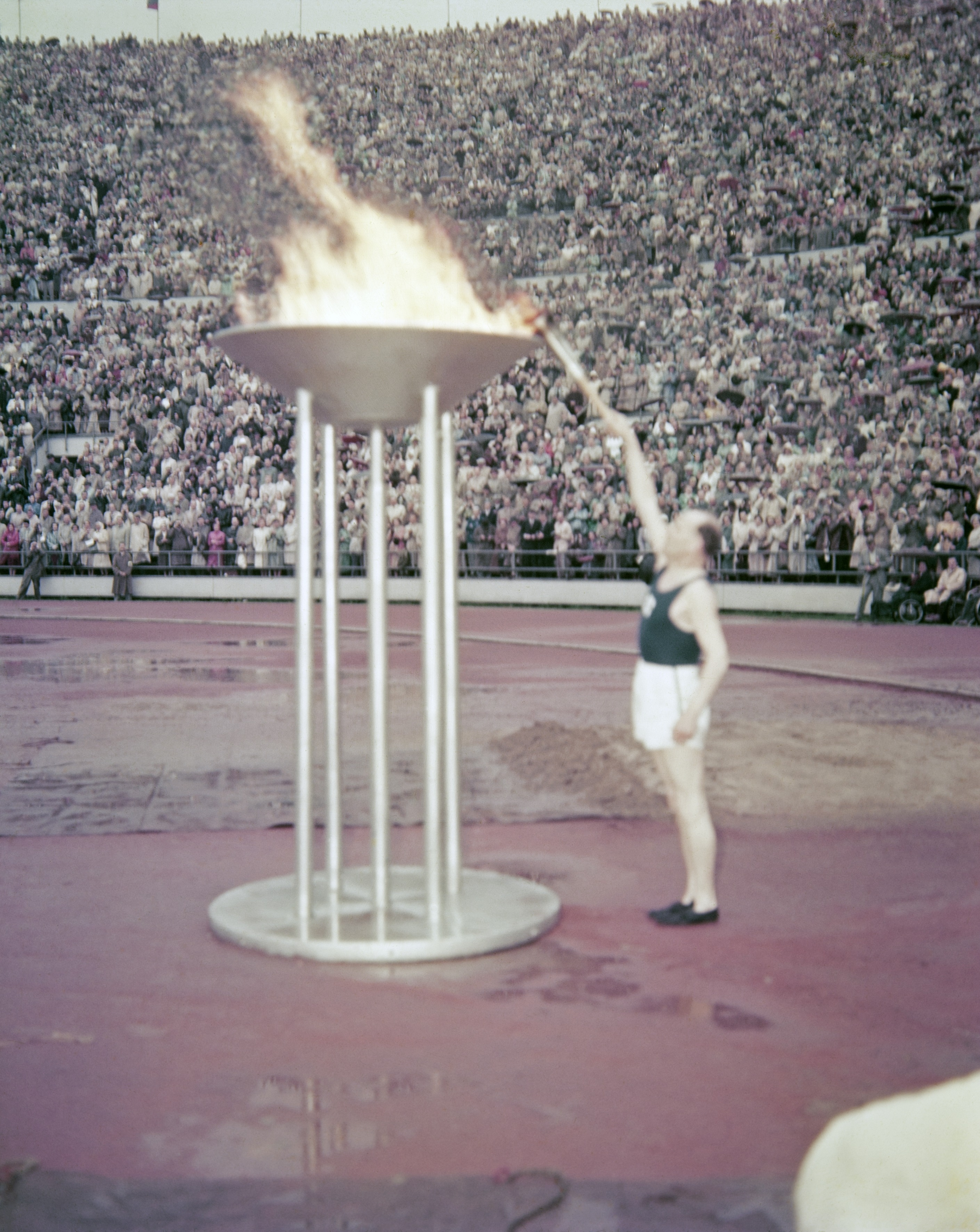
Nurmi zažehující Olympijský oheň na Olympijských hrách v Helsinkách 1952

Nurmi byl znám tím, že se během své běžecké kariéry s nikým nikdy nedělil o své běžecké metody. Když se k němu kdokoli během tréninku odvážil přidat, tak Nurmi jednoduše zvýšil tempo a odběhl. Dokonce i jeho týmový spoluběžec Harri Larva se od Nurmiho nenaučil z jeho tréninkových metod téměř nic. Po konci své běžecké kariéry začal Nurmi za Finskou atletickou federaci trénovat finské vrcholové běžce, kteří se měli účastnit Letních olympijských her 1936 v Berlíně. Poté, co bylo hlasováním 40 ku 38 hlasy rozhodnuto, že Finská atletická federace obnoví své vztahy, Nurmi společně s celým představenstvem Finské atletické federace z organizace vystoupili . Po třech měsících se Nurmi vrátil zpět k trénování svých běžeckých svěřenců na olympijské hry. Finsko na těchto Olympijských hrách z běžeckých disciplín získalo celkem tři zlaté, tři stříbrné a jednu bronzovou medaili .
V roce 1936 si Nurmi v Helsinkách otevřel vlastní galanterii. Tento obchod se pro známost svého majitele stal vyhledávanou veřejnou atrakcí a dokonce jej jednou navštívil i Emil Zátopek, který jako většina ostatních návštěvníků doufal, že se zde bude moci setkat se svým idolem. Nurmi trávil většinu svého času v zadní místnosti tohoto obchodu, kde se staral o svůj druhý podnik. Nurmi celkem postavil 40 bytových domů v Helsinkách s přibližně sty byty v každé z budov, což mu za pět let přineslo milionové jmění a ze závodního běžce se tedy stal milionář. Dokonce i jeho největší soupeř Ville Ritola později v těchto domech bydlel a to za poloviční nájemné. Nurmi také investoval na akciovém trhu a i díky tomu se stal jedním z nejbohatších lidí z celého Finska.

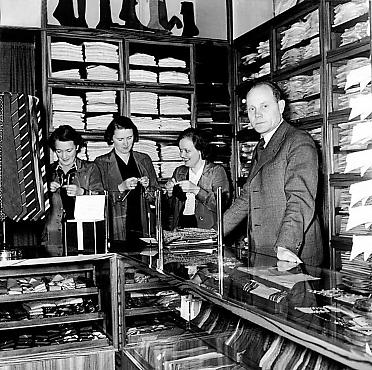
Nurmi ve své galanterii v Helsinkách, 1939

Během období zimní války mezi Finskem a Sovětským svazem v únoru roku 1940 Nurmi vycestoval do Spojených států amerických společně s Taistem Mäkim, kde se pokoušeli získat finance na pomoc Finsku proti Sovětskému svazu, které získávali z turné pořádaného napříč celými Spojenými státy. Celá akce byla prostředkována tehdejším prezidentem Herbertem Hooverem, jenž Nurmiho a Mäkiho veřejně nazýval „ambasadory nejskvělejšího sportovního národa na světě.“ Během návštěvy San Francisca Nurmi obdržel zprávu, že Gunnar Höckert, jeden z jeho svěřenců a olympijský vítěz na 5 000 metrů z roku 1936 v Berlíně, padl při obraně Mannerheimovy linie. Koncem dubna se Nurmi vrátil zpět do Finska, kde později během pokračovací války sloužil u doručovací společnosti a k tomu též působil jako školitel vojenského personálu. Ještě předtím, než měl být v únoru roku 1942 propuštěn ze služby, mu byla udělena hodnost nadrotmistra (ylikersantti) a následně i praporčíka (vääpeli).
V roce 1952 se Urhovi K. Kekkonenovi, finskému předsedovi vlády a bývalému předsedovi finské atletické společnosti, podařilo Nurmiho přesvědčit, aby to byl právě on, kdo ponese olympijskou pochodeň na stadion a zapálí olympijský oheň na Letních olympijských hrách 1952 v Helsinkách. Když během zahajovacího ceremoniálu vystoupil na Olympijský stadion, dav byl uveden v naprostý úžas. Sportovní magazín Sports Illustrated o tomto okamžiku napsal, že „když se Nurmi rozeběhl po stadionu, davy lidí ihned rozpoznaly jeho nezaměnitelný běh. Jakmile jej někteří z diváků zahlédli, vlny jásotu začaly naplňovat celý stadion, poté začaly sílit, až nakonec stadion propukl v čiré burácení. Družstva ze všech zúčastněných zemí byla již rozestavěna ve formacích avšak poté, co náhle uviděla postavu Paava Nurmiho běžící stadionem, znenadání všichni porušili své formace a jako malí školáci se rychle rozeběhli k okraji dráhy.“ Poté, co Nurmi zažehnul olympijský kotel, předal pochodeň Hannesu Kolehmainenovi, který následně zažehnul olympijský oheň ve věži. Na zrušených Olympijských hrách 1940 v Helsinkách bylo plánováno, že Nurmi povede skupinu 50 finských olympijských vítězů.

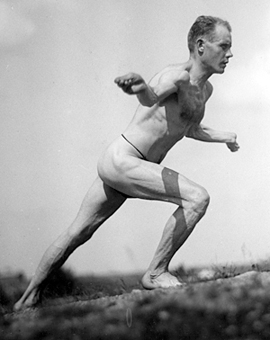
Nurmi předvádí kalisthenickou pózu

Nurmimu připadalo, že získal příliš mnoho uznání jako běžec a naopak až nepoměrně málo k jeho podnikatelským úspěchům. Zájem o běhání zcela neztratil a dokonce se i několikrát pokusil o návrat na běžeckou scénu. V roce 1946 se utkal se svým starým rivalem Edvinem Widem ve Stockholmu na benefiční akci věnované obětím Řecké občanské války. Naposledy Nurmi závodil 18. února 1966 v Madison Square Garden, kam přiletěl na pozvání Newyorského atletického klubu (New York Athletic Club) . V roce 1962 se Nurmi vyjádřil, že v budoucnu se ekonomicky prosperující státy budou potýkat s velikými obtížemi ve sportu na dlouhých distancích: „Čím lépe se lidem v dané zemi žije, tím hůře dokáží překonávat obtíže, které vyžadují práci a sebezapření. Rád bych varoval všechny, kdo patří k nadcházející generaci: 'Nenechte, aby vás současný zpohodlnělý život dovedl k lenosti. Nenechte, aby ve vás auta a jiné, nově dostupné způsoby dopravy nezabily instinkt pro pohyb a přirozené cvičení těla. Až příliš moc mladých lidí si dnes zvyklo na to, že dokonce i na velmi krátké vzdálenosti dojíždějí autem.'“ V roce 1966 před 300 hosty ze sportovních klubů otevřeně kritizoval současnost vytrvalostního běhu ve Finsku, kde sportovnímu vedení vytýkal, že se snaží pouze zaujmout veřejnost, a od všech atletů žádal, aby obětovali vše k tomu, aby něčeho dosáhli. V 70. letech 20. století nastalo znovunavrácení finské atletiky na světovou scénu, za což největší podíl nesou Lasse Virén a Pekka Vasala, vítězové olympijských her. Nurmi pochvaloval běžecký styl Viréna a také Vasalovi radil, aby se zaměřil na Kipchogeho Keina.
V roce 1964 přijal pozvání amerického prezidenta Lyndona B. Johnsona k návštěvě Bílého domu, jinak až do konce 60. let žil v ústraní. Na své 70. narozeniny Nurmi souhlasil s poskytnutím rozhovoru pro finskou vysílací stanici Yle, pouze pokud rozhovor povede sám finský prezident Urho K. Kekkonen. Nurmi se již potýkal s mnohými zdravotními potížemi, mezi které patřily mozková mrtvice, slábnoucí zrak a jeden infarkt, a právě v této době se začal vyjadřovat kriticky ke sportu a nazýval jej ztrátou času v porovnání s vědou a uměním. Zemřel v Helsinkách roku 1973 a na jeho památku byl vystrojen státní pohřeb. Finský prezident U. K. Kekkonen se tohoto pohřbu zúčastnil a ve svém proslovu o Nurmim řekl: „Lidé prozkoumávají nové obzory pro následovníky. Avšak žádní takový nepřicházejí a ani nepřijdou, neboť lidé jeho (Nurmiho) třídy pominuli společně s ním.“ Na Nurmiho žádost, který měl rád klasickou hudbu a sám hrál na housle, byla na pohřebním obřadu zahrána píseň Vaiennut viulu (Ztišené housle), jejímž autorem je Konsta Jylhä. Nurmiho poslední běžecký rekord byl překonán roku 1996. Jednalo se o finský národní halový rekord z roku 1926 v běhu na 2 000 metrů. Tento rekord vydržel 71 let.

## Osobní a veřejný život

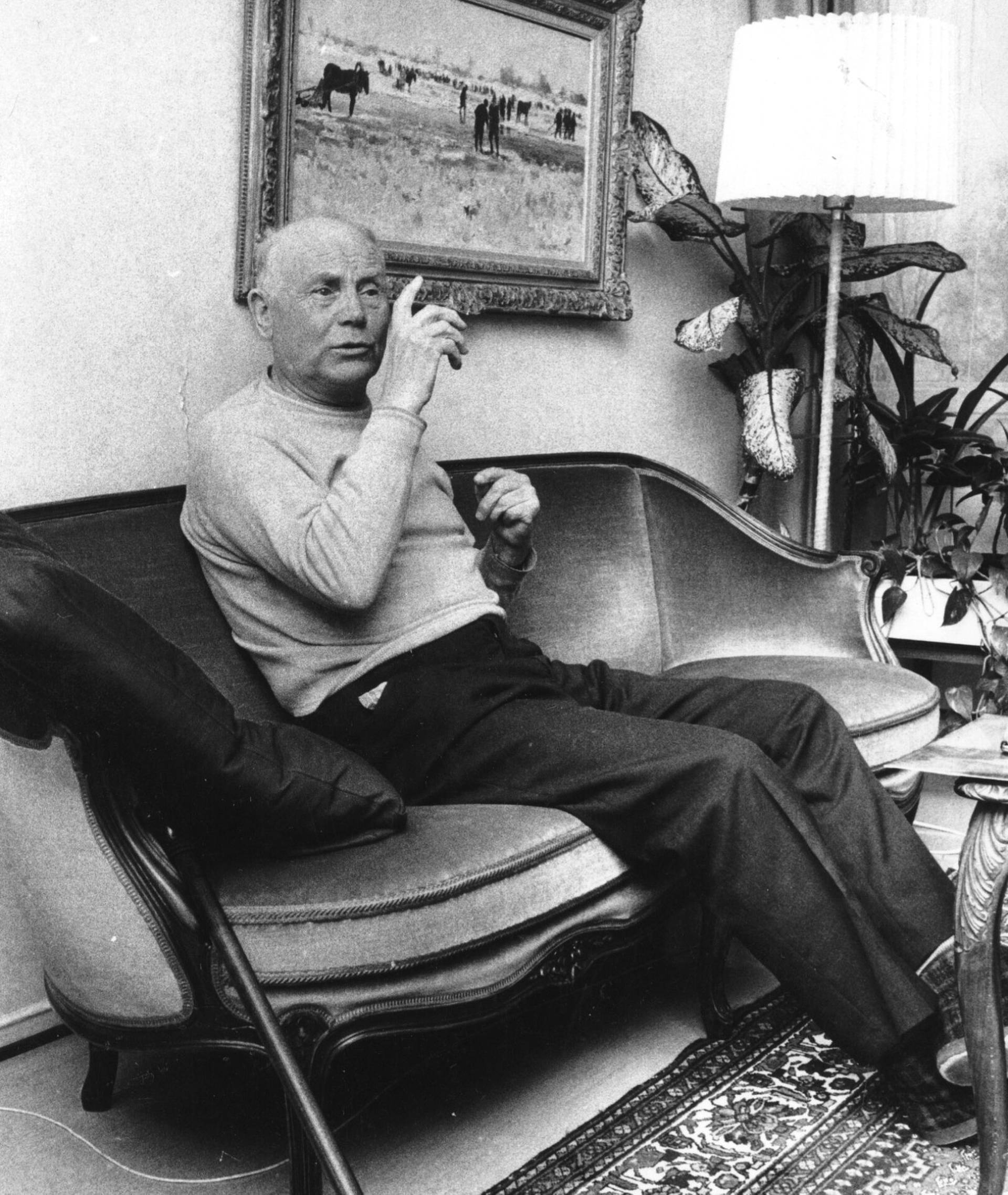
Paavo Nurmi ve svém bytě na začátku 70. let minulého století

Mezi léty 1932 a 1935 byl Nurmi ženatý se Sylvou Laaksonen (1907–1968), která byla ve Finsku veřejně známou osobností. Sylva Laaksonen byla jiné povahy než Nurmi a nejevila žádný zájem o atletiku. To vyvolalo spory při výchově jejich syna Mattiho Nurmiho. Pro tiskovou agenturu Associated Press v roce 1933 uvedla, že „míra, kterou vyhrazoval čas atletice, byla tak vysoká a neúnosná, že mě nakonec donutila zažádat o rozvod.“ Z jejich syna se stal běžec na střední tratě a později podnikatel podobně jako jeho otec. Vztah mezi Mattim a jeho otcem byl označen jako „nelehký“ a svého otce obdivoval zejména pro jeho podnikatelské schopnosti a nikoli pro jeho četné běžecké úspěchy. Matti se svým otcem nikdy nehovořil o otcově slavné běžecké kariéře. Nakonec se syn se svými běžeckými výkony dokázal vyrovnat svému otci alespoň na tratích 3000 m a 800 m, kde v první z tratí dorovnal otcův výkon a ve druhé trati svého otce dokonce překonal a to časem 1:53. Na památném závodě z 11. července 1957 v běhu na 1500 metrů, kdy „tři Olavové“ (Salsola, Salonen a Vuorisalo) současně pokořili dosavadní světový rekord, doběhl Matti Nurmi na deváté pozici, přičemž za světovým rekordem svého otce z roku 1924 zaostal pouze o 2,2 vteřiny. Existuje domněnka, že hollywoodská herečka Maila Nurmi, která je známa zejména jako „Vampiria“, by mohla být neteří Paava Nurmiho, avšak žádný příbuzenský vztah mezi nimi potvrzen nebyl.
Nurmi byl velkým zastáncem finské sauny a masáží, kterým vděčil za svoji odolnost vůči extrémnímu horku během přespolního běhu na Olympiádě 1924 v Paříži. Dodržoval všestranné diety a od 15 do 21 let byl vegetariánem. Nurmi s nejvyšší pravděpodobností trpěl neurastenií a byl popisován jako mlčenlivý, tvrdohlavý a bez zjevných známek emocí. Není přesně známo, zdali skutečně měl blízké přátele. Občas se scházel s málem lidí, se kterými se znal, kde bylo možné rozpoznat jeho „sarkastický smysl pro humor“. Ačkoliv na vrcholu své sportovní kariéry byl považován za jednu z největších sportovních osobností, vyhýbal se médiím a veřejné slávě. Při svých 75. narozeninách uvedl, že „celosvětová sláva a úcta nestojí za nic víc než za shnilé brusinky.“ Francouzský reportér Gabriel Hanot v rozhovoru z roku 1924 o Nurmim napsal, že je „přespříliš vážný, odměřený, soustředěný, pesimistický a fanatický. Je až neuvěřitelně chladný a se svým dokonale zvládnutým sebeovládáním ani na okamžik projevuje jakékoli pocity.“ V době své slávy jej Finové přezdívali Suuri Vaikenia (Velký Tichý). Ron Clarke poznamenal, že Nurmiho osobnost zůstala záhadnou dokonce i pro jeho finské spoluběžce a novináře: „Ani k nim se nikdy nechoval zcela bez přetvářky. Byl záhadný, tajnůstkářský, bůh v oblacích. Bylo to, jako kdyby po celou dobu hrál nějakou vážnou divadelní roli.“

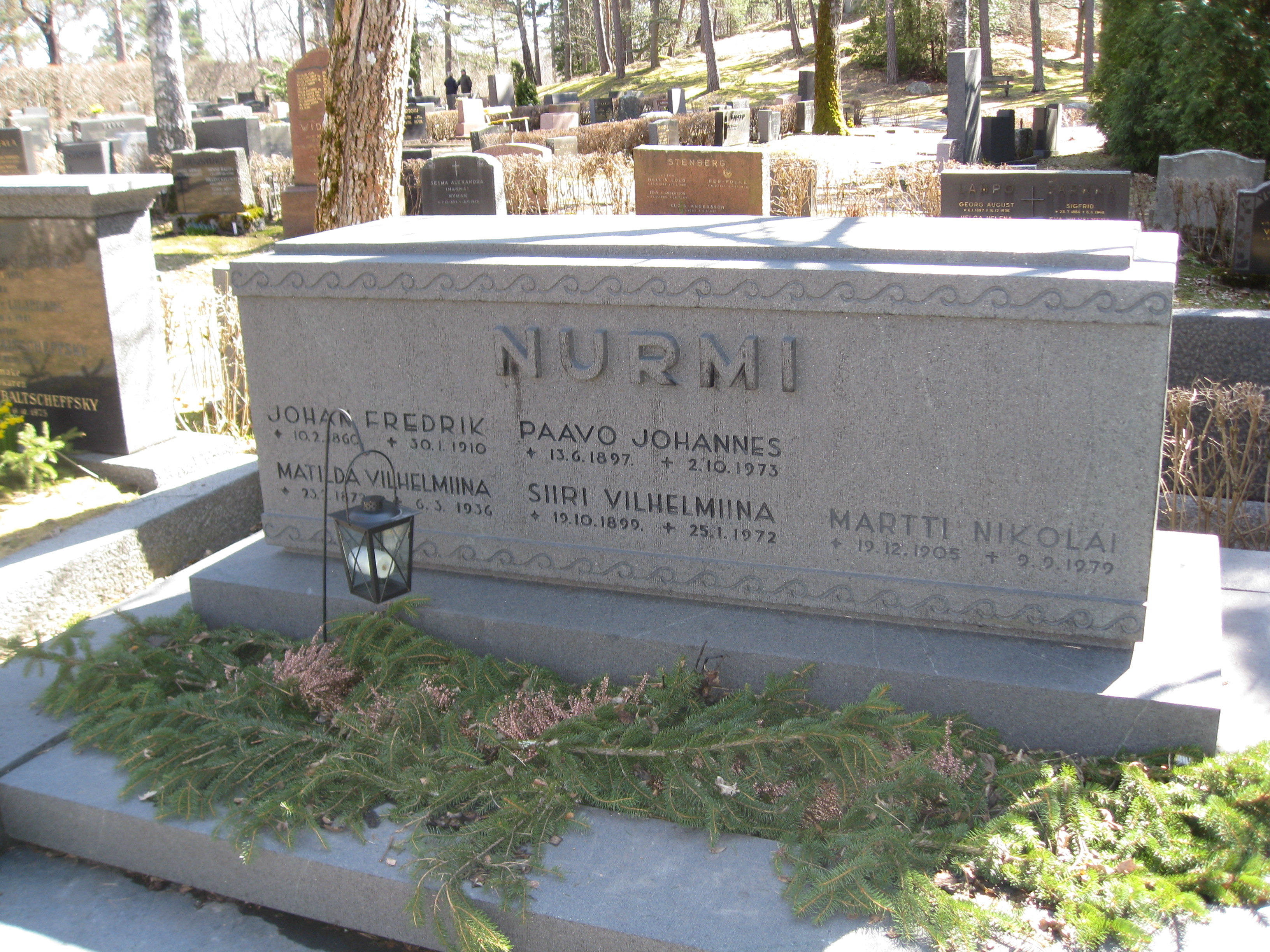
Rodinná hrobka, v níž je Paavo Nurmi pochován

Nurmi byl daleko více vstřícný ke svým druhům z řad běžců než k novinářům. Se sprinterem Charliem Paddockem si často vzájemně vyměňovali své tipy a poznatky k běhu a dokonce i trénoval se svým rivalem Ottem Peltzerem. Nurmi jednou Peltzerovi řekl, aby „při závodě zapomněl na své soupeře, protože překonání sebe sama je pro atleta tou největší výzvou.“ Nurmi je též znám tím, že vyzdvihoval duševní odolnosti při sportu jako hlavní atribut pro dosažení nejvyšší výkonnosti; „Mysl – to je vše. Svaly – ty nejsou ničím víc než kusy gumy. Tím, čím vším jsem, je pouze zásluhou mé vůle.“ Ohledně jeho neobvyklému přístupu k běhu Peltzer nakonec shledal, že „ve své neprostupnosti byl jako Buddha plachtící po dráze. Drží stopky v ruce, ukrajuje jedno kolo za druhým, běží přímo k cílové pásce a poddává se pouze číselné násobilce opakující se na stopkách.“ Maratonec Johnny Kelley, který se se svým idolem poprvé setkal na Olympijských hrách 1936, uvedl, že zprvu mu připadalo, že se k němu Nurmi chová velice chladně, avšak poté, co si spolu chvíli povídali, se jej Nurmi zeptal na jméno: „Začal se o mě zajímat – byl tak nadšený. Nemohl jsem tomu uvěřit!“
Nurmiho úspěchy a jeho těžce popsatelná osobnost vedla veřejnost k vytváření různorodých přezdívek, jakými jsou například „Phantom Finn“ („Finský Fantom“), „King of Runners“ („Král běžců“) nebo „Peerless Paavo“ („Jedinečný Paavo“). Dále díky svému nadání na matematiku a charakteristickým stopkám, které hojně používal při tréninku a závodech, se o něm v novinách začalo psát jako o běžícím stroji. Jeden novinář jej prý nazval mechanickým Frankensteinem stvořeným k ničení času. Phil Cousineau uvedl, že "jeho nová závodní taktika (tj. nastavení a udržování určité rychlosti za pomocí stopek) stejnou měrou inspirovali a znepokojili veřejnost v době, kdy se roboti začali stávat symbolem moderního lidské bytosti bez citů." V novinách často vycházely fámy o Nurmiho „bizarním srdci“, které mělo bít až děsivě pomalu. Ohledně jeho statusu profesionála často koloval vtip o tom, že Nurmi má „nejnižší srdeční tep a současně nejvyšší nároky na odměny ze všech atletů na světě.“

## Světový odkaz

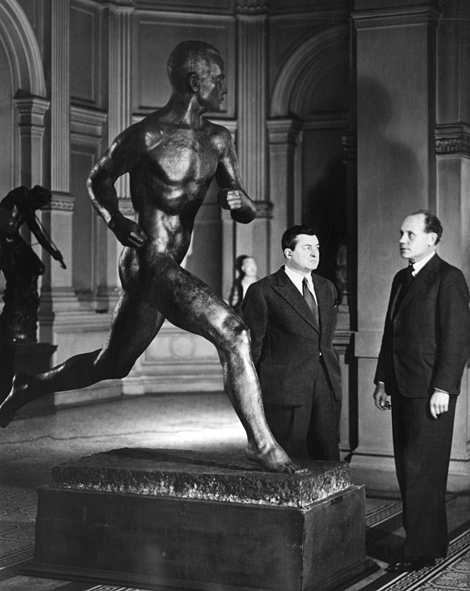
Wäinö Aaltonen s Paavem Nurmim před Nurmiho bronzovou sochou v muzeu Ateneum, konec 30. let 20. století

V průběhu své sportovní kariéry Nurmi celkem vytvořil 22 světových rekordů v běžeckých disciplínách v rozmezí od 1500 metrů do 20 kilometrů. V případě neoficiálních světových rekordů se pak Nurmi stal držitelem celkem 58 světových rekordů. Ty mu však nebyly uznány z důvodu, že je Nurmi vytvořil v hale a nikoli na venkovním stadionu (atletické dráze), což až do 80. let 20. století IAAF jako platný rekord neuznávala. Nurmi byl dále držitelem rekordu v počtu získaných zlatých medailí na jedněch olympijských hrách, avšak v roce 1964 jej překonala sovětská gymnastka Larisa Latynina, v roce 1972 plavec Mark Spitz a v roce 1996 běžec Carl Lewis. Od roku 2008 držitelem tohoto rekordu Michael Phelps. Nurmi držel rekord za celkový počet získaných medailí na LOH až do roku 1960, kdy jej svojí celkově 13. medailí překonal šermíř Edoardo Mangioarotti. Současným držitel nejvyššího počtu zlatým medailí z olympijských her je od roku 2008 plavec Michael Phelps, který k roku 2023 drží 23 zlatých medailí z LOH. V roce 1996 časopis Times označil Nurmiho za nejskvělejšího olympionika všech dob a IAAF jej roku 2012 dokonce uvedla mezi prvních 12 atletů, kteří jsou zařazeni v Síni slávy IAAF.
Nurmi je průkopníkem běžecké strategie, která spočívá v udržování konstantního tempa kontrolovaného pomocí stopek, díky čemuž je možné si stejnoměrně rozvrhnout energii, kterou běžec při závodě vydává. Dle svých slov usoudil, že „pokud vedete závod s časem, pak v závodě není nutné zrychlovat. Pokud je tempo závodu správně nastavené a konstantní, tak jej není většina běžců schopna dlouho udržet, natož pak až do cíle.“ Archie Macpherson prohlásil, že „Nurmi za pomocí svých stopek vyzdvihl kvalitu tehdejší běžecké úrovně na novou a hlavně rozumně propracovanou úroveň a stal se tak předzvěstí dnešního modelu běžce, který ke svému tréninku a závodům přistupuje vědeckou formou.“ Nurmi je též považován za průkopníka tréninkových metod, neboť vytvářel vlastní celoroční tréninkové plány, které obsahovaly jak tréninky zaměřené na dlouhé tratě, tak i rychlé intervalové úseky. Peter Lovesey ve své knize The Kings of Distance: A Study of Five Great Runners (Králové tratí: studie o pěti velikánech běhu) napsal, že „to byl právě Nurmi, kdo zrychlil postup při překonávání nových světových rekordů. Nurmi vyvinul a ve skutečnosti i ztělesňoval analytický přístup k běhu, a jeho metody neovlivnily pouze Finsko, nýbrž se následně rozšířily do celého světa. Nurmiho styl, technika a taktika při běhu byly chápány jako naprosto spolehlivé, a to i díky řadě jeho následovníků, kteří taktéž pocházeli z Finska a stejně tak vytvářeli nové světové rekordy.“ Cordner Nelson, zakladatel časopisu Track & Field News, přisuzuje Nurmimu zásluhy za to, že se mu podařilo zpopularizovat běh a zasadit jej mezi divácky atraktivní sporty: „To, jakou stopu po sobě Nurmi ve světové běžecké scéně zanechal, je mnohem větší, než jakou se kdy někomu před ním i po něm povedlo. Právě jemu více než komukoli jinému se podařilo vyzdvihnout běh mezi světově oblíbené sporty a je též ctěn jako jeden z velikánů všech sportů.“
Nurmiho běžecké úspěchy a tréninkové metody se staly inspirací pro mnohé budoucí běžecké legendy. Emil Zátopek jako dítě během tréninku často pokřikoval „Já jsem Nurmi! Já jsem Nurmi!“ a posléze své tréninky přizpůsoboval těm kusým informacím, které byl schopen najít o tréninkových metodám Paava Nurmiho. Nurmi byl taktéž významným běžeckým vzorem pro Lasse Viréna. Virén měl s Nurmim naplánované své první setkání, bohužel k této schůzce nikdy nedošlo, neboť Nurmi v tento den zemřel. Nurmi inspiroval Hišáma Al-Karúdže k tomu, aby jako běžec „mohl zopakovat úspěchy onoho velikána, o kterém mu kdysi vyprávěl děda.“ Díky svému odhodlání se Hišáma stal po Nurmim prvním člověkem na světě, který na jedněch olympijských hrál zvítězil jak v běhu 1500 metrů, tak i v běhu 5000 metrů.

Nurmi inspiroval i umělce. Na Olympijských hrách 1928 v Amsterdamu Kazimierz Wierzyński svou básní Olympic Laurel ("Vavřín olympijských her", v originále "Laur olimpijski") získal zlatou medaili za poezii, přičemž se v jeho básni nacházel verš věnovaný Nurmimu. V roce 1936 Ludwig Stubbendorf se svým koněm pojmenovaným Nurmi vyhrál v jezdectví v soutěži všestranné způsobilosti při individuální a týmové soutěži.

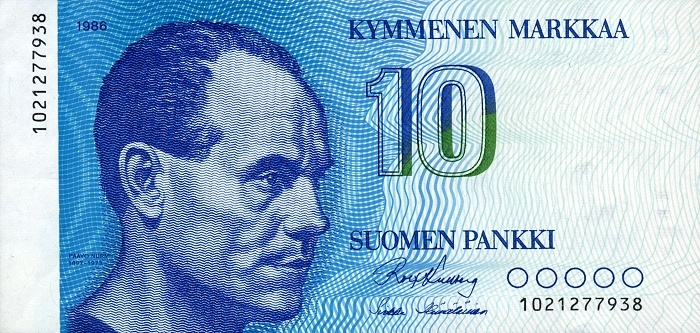
Nurmi na desetimarkkové bankovce

V roce 1925 Wäinö Aaltonen ulil z bronzu sochu znázorňující Nurmiho v běhu a originál se dnes nachází v Muzeu umění Ateneum. Její kopie ulité z původní formy lze nalézt ve městech Turku a Jyväskylä, před Helsinským Olympijským stadionem a v olympijském muzeu v Lausanne ve Švýcarsku. Když byla v roce 1931 ze dna moře vytažena 300 let stará švédská válečná loď Vasa, tak si studenti z Helsinské technické univerzity dovolili menší žertík, kdy do lodi nenápadně schovali miniaturu této Nurmiho sochy, což samozřejmě vedlo k celosvětovému pozdvižení. Nurmi byl dále zvěčněn v soše Renéeho Sintenise z roku 1926 a Carlem Eldhem, jehož dílo Löpare ("Běžci") z roku 1937 znázorňující soupeření mezi Paavem Nurmim a Edvinem Widem. Kniha Boken om Nurmi (tj. "Kniha o Nurmim") vydaná roku 1925 ve Švédsku se stala první knihou pojednávající o životě finského sportovce. Finský astronom Yrjö Väisälä v roce 1939 pojmenoval asteroid, který se nachází v hlavním pásu, 1740 Paavo Nurmi a letecká společnost Finnair taktéž pojmenovala svůj první úzkotrupý letoun DC-8 Paavo Nurmi.
Paavo Nurmi Marathon (tj. "Maraton Paava Nurmiho"), který se pravidelně pořádá již od roku 1969, je nejstarším maratónský závod ve Wisconsinu a navíc se jedná o druhý nejstarší maraton na celém americkém středozápadě. Současně se od roku 1992 v Nurmiho rodném městě Turku pořádá maratónský závod, který nese stejné jméno. V Turku jsou dále od roku 1957 pořádány Paavo Nurmi Games (tj. "Atletické hry Paava Nurmiho"). Dále Univerzita Finlandia, která se nachází ve Spojených státech amerických a má finské kořeny, neboť její zakladatelé byli američtí Finové, pojmenovala své atletické centrum po Nurmim. Roku 1987 začaly ve Finsku vycházet deseti markkové bankovky s portrétem Paava Nurmiho, jež vydávala Finská banka. Na dalších upravených bankovkách je možné se setkat s architektem Alvarem Aaltoem, hudebním skladatelem Jeanem Sibeliusem, osvíceneckým myslitelem Andersem Chydeniusem a sběratelem lidové poezie a tvůrcem finského národního eposu Kalevala, Eliasem Lönnrotem. Bankovka, na níž byl Nurmi vyobrazen, byla nakonec roku 1993 nahrazena 20markkovou bankovkou, na níž se nachází podobizna Väinöa Linny. Roku 1997 byl historický stadion v Turku přejmenován na Stadion Paava Nurmiho a bylo na něm vytvořeno celkem 20 světových rekordů v běhu, mezi něž patří například rekord v běhu na 1500 metrů vytvořený Johnem Landym, dále v běhu na 3000 metrů, který vytvořil samotný Paavo Nurmi, a nakonec Zátopkův světový rekord na 10 000 metrů. Nurmiho stopu lze zachytit i v literatuře. V knize Maratónský běžec (v originále Marathon Man) napsané Williamem Goldmanem se hlavní postava snaží stát lepším běžcem, než jakým byl právě Paavo Nurmi. Na Helsinském olympijském stadionu byla v roce 2000 poprvé představena opera Paavo the Great. Great Race. Great Dream (tj. Paavo Veliký. Veliký závod. Veliký sen) pojednávající o Nurmiho životě, jejímž autorem je Paavo Haavikko a Tuomas Kantelinen, jenž pro operu složil hudbu. V animovaném seriálu Simpsonovi je v 12. epizodě 16. série z roku 2005 patrná zmínka o Nurmim, kdy se Mr. Burns vychloubá, že jednou ve svém starobylém automobilu pokořil Paava Nurmiho.
Jedna z největších vědeckých studií o běhu NURMI Study, kterou vede rakouská vědkyně Dr. Katharina Wirnitzerová, je pojmenována na počest Paava Nurmiho.

## Světové rekordy

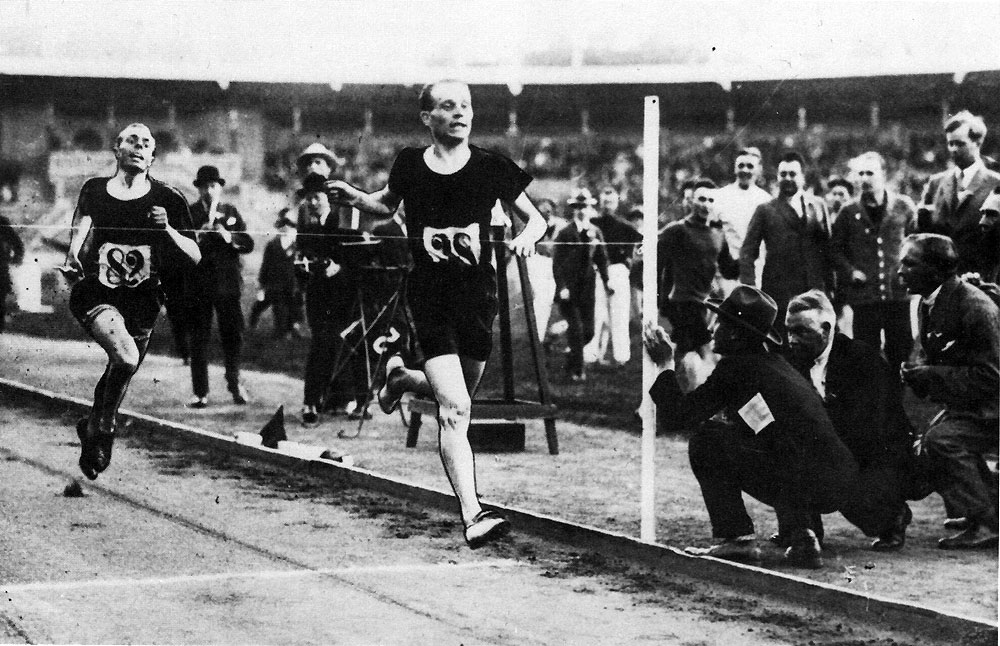
Paavo Nurmi poráží Edvina Wida v běhu na 3000 metrů, Stockholm, červen 1926

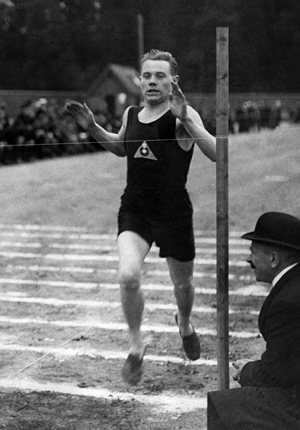
Paavo Nurmi dobíhá 1500 m v novém světovém rekordu. O 45 minut později vytváří další světový rekord - v běhu na 5000 metrů, Helsinky, 1924

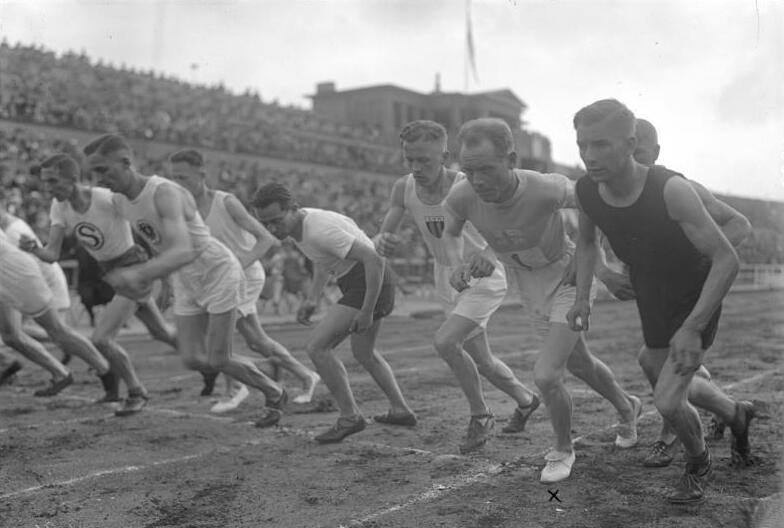
Nurmi při startu běhu na 3000 metrů proti německé běžecké elitě před 50 tisícovým publikem, Berlín, 23. května 1926

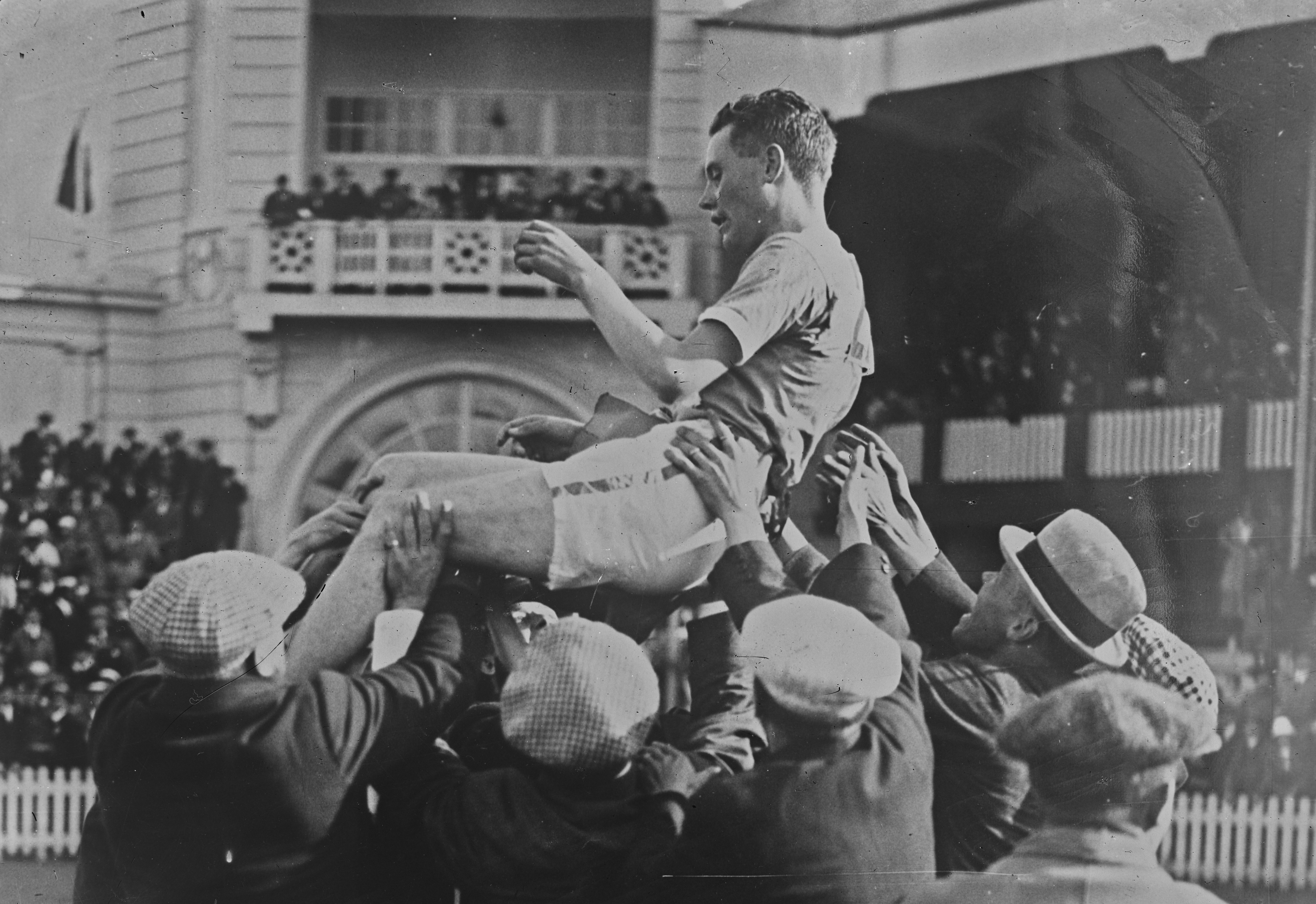
Nurmi je oslavován po svém vítězství v běhu na 10 000 metrů, Letní olympijské hry 1920, Antverpy

### Rekordy schválené IAAF
| Vzdálenost   | Čas (min) | Datum        | Město     |
| ------------ | --------- | ------------ | --------- |
| 1500 m       | 3:52.6    | 19. 6. 1924  | Helsinky  |
| 1 míle       | 4:10.4    | 23. 8. 1923  | Stockholm |
| 2000 m       | 5:26.3    | 4. 9. 1922   | Tampere   |
| 2000 m       | 5:24.6    | 18. 6. 1927  | Kuopio    |
| 3000 m       | 8:28.6    | 27. 8. 1922  | Turku     |
| 3000 m       | 8:25.4    | 24. 5. 1926  | Berlín    |
| 3000 m       | 8:20.4    | 13 . 7. 1926 | Stockholm |
| 2 míle       | 8:59.6    | 24. 7. 1931  | Helsinky  |
| 3 míle       | 14:11.2   | 24. 8. 1923  | Stockholm |
| 5000 m       | 14:35.4   | 12. 9. 1922  | Stockholm |
| 5000 m       | 14:28.2   | 19. 6. 1924  | Helsinky  |
| 4 míle       | 19:15.4   | 1. 10. 1924  | Vyborg    |
| 5 mil        | 24:06.2   | 1. 10. 1924  | Vyborg    |
| 6 mil        | 29:36.4   | 8. 6. 1930   | Londýn    |
| 10 000 m     | 30:40.2   | 22. 6. 1921  | Stockholm |
| 10 000 m     | 30:06.2   | 31. 8. 1924  | Kuopio    |
| 15 000 m     | 46:49.6   | 7. 10. 1928  | Berlín    |
| 10 mil       | 50:15.0   | 7. 10. 1928  | Berlín    |
| hodinový běh | 19,210 m  | 7. 10. 1928  | Berlín    |
| 20 000 m     | 1:04:38.4 | 3. 9. 1930   | Stockholm |
| 4 × 1500 m   | 16:26.2   | 12. 7. 1926  | Stockholm |
| 4 × 1500 m   | 16:11.4   | 17. 7. 1926  | Vyborg    |

### Neoficiální světové rekordy
| Vzdálenost       | Čas (min.) | Datum       | Město     |
| ---------------- | ---------- | ----------- | --------- |
| 1500 m           | 3:53.0     | 12. 8. 1923 | Stockholm |
| 1500 m (v hale)  | 3:56.2     | 6. 1. 1925  | New York  |
| 1 míle (v hale)  | 4:13.5     | 6. 1. 1925  | New York  |
| 1 míle (v hale   | 4:12.0     | 7. 3. 1925  | Buffalo   |
| 2000 m (v hale)  | 5:33.0     | 17. 1. 1925 | New York  |
| 2000 m (v hale)  | 5:30.2     | 28. 1. 1925 | New York  |
| 2000 m (v hale)  | 5:22.4     | 12. 2. 1925 | Buffalo   |
| 3000 m           | 8:27.8     | 17. 9. 1923 | Kodaň     |
| 3000 m (v hale)  | 8:26.8     | 15. 1. 1925 | New York  |
| 3000 m (v hale)  | 8:26.4     | 12. 3. 1925 | New York  |
| 2 míle (v hale)  | 9:08.0     | 7. 2. 1925  | New York  |
| 2 míle (v hale)  | 8:58.2     | 14. 2. 1925 | New York  |
| 3 míle           | 14:14.4    | 10. 8. 1922 | Kokkola   |
| 3 míle           | 14:08.4    | 12. 9. 1922 | Stockholm |
| 3 míle           | 14:02.0    | 19. 6. 1924 | Helsinki  |
| 5000 m (v hale)  | 14:44.6    | 6. 1. 1925  | New York  |
| 4 míle           | 19:18.8    | 31. 8. 1924 | Kuopio    |
| 5 mil            | 24:13.2    | 31. 8. 1924 | Kuopio    |
| 6 mil            | 29:41.2    | 22. 6. 1921 | Stockholm |
| 6 mil            | 29:07.1    | 31. 8. 1924 | Kuopio    |
| 25mílový maraton | 2:22:03.8  | 26. 6. 1932 | Vyborg    |